# Lycaena thoe
Lycaena thoe är en fjärilsart som beskrevs av Gray 1832. Lycaena thoe ingår i släktet Lycaena och familjen juvelvingar. Inga underarter finns listade i Catalogue of Life.